# Margarida Wotton, Marquesa de Dorset
Margarida Wotton (em inglês:  Margaret; Boughton Malherbe, 1487 ou 1490 – Kent, após 5 de outubro de 1535, em 1537 ou 1541) foi uma nobre inglesa. Ela foi marquesa de Dorset como a segunda esposa de Tomás Grey, 2.º Marquês de Dorset, neto da rainha Isabel Woodville e Sir João Grey. 
Ela esteve envolvida em disputas pela herança e pensão do marido contra o seu filho, Henrique Grey, 1.º Duque de Suffolk, durante a menoridade do mesmo. Sua suposta ausência de generosidade chocou as pessoas da época como um comportamento nada maternal e inapropriado para com um nobre de alta posição, parente do rei Henrique VIII de Inglaterra. Em 1534, ela respondeu às essas acusações. Através do filho, foi avó de Joana Grey, a rainha dos nove dias, e de suas irmãs, Catarina e Maria. Também foi madrinha de batismo da futura rainha Isabel I de Inglaterra, em 1533.

## Família
Margarida foi a filha de Sir Roberto Wotton (também conhecido como Ricardo) e de Ana Belknap.
Os seus avós paternos eram Nicolas Wotton e Isabel Bamburgh. Os seus avós maternos eram Henrique Belknap e Margarida Knollys.
Ela teve um tio, Eduardo Belknap, que lutou na Batalha de Stoke Field e na Batalha de Blackheath em nome do rei Henrique VII, tendo sido nomeado para o novo cargo de Inspetor da Prerrogativa do Rei em 1508.
Ela teve três irmãos: Eduardo, xerife de Kent e tesoureiro de Calais, que serviu como conselheiro privado do rei Eduardo VI de Inglaterra, e foi casado duas vezes, com  Doroteia Rede e depois com Úrsula Dymoke; Nicolas, um membro do clero e diplomata que, assim como Thomas Cromwell, ajudou a arranjar o casamento de Henrique VIII com Ana de Cleves, e Maria, cujo primeiro marido foi Sir Henrique Guilford, e o segundo foi Sir Gavin Carew, ambos membros do Parlamento.

## Biografia
O primeiro marido de Margarida foi Guilherme Medley, um escudeiro, com quem se casou no ano de 1505. Eles tiveram um filho, Jorge Medley de Tilty, em Essex.
Logo após a morte do marido, em fevereiro de 1509, ela se tornou a segunda esposa do Tomás Grey, o marquês de Dorset, filho primogênito de Tomás Grey, 1.º Marquês de Dorset e de Cecília Bonville, 7.ª Baronesa Harington, e passou a ser conhecida como a marquesa de Dorset. Ele pode ter sido casado anteriormente com Leonor St John. O casal teve nove filhos, cinco meninos e quatro meninas.
Margarida e Tomás fizeram parte da comitiva que acompanhou a princesa Maria Tudor até a França no outono de 1514, para o casamento dela com o rei Luís XII.

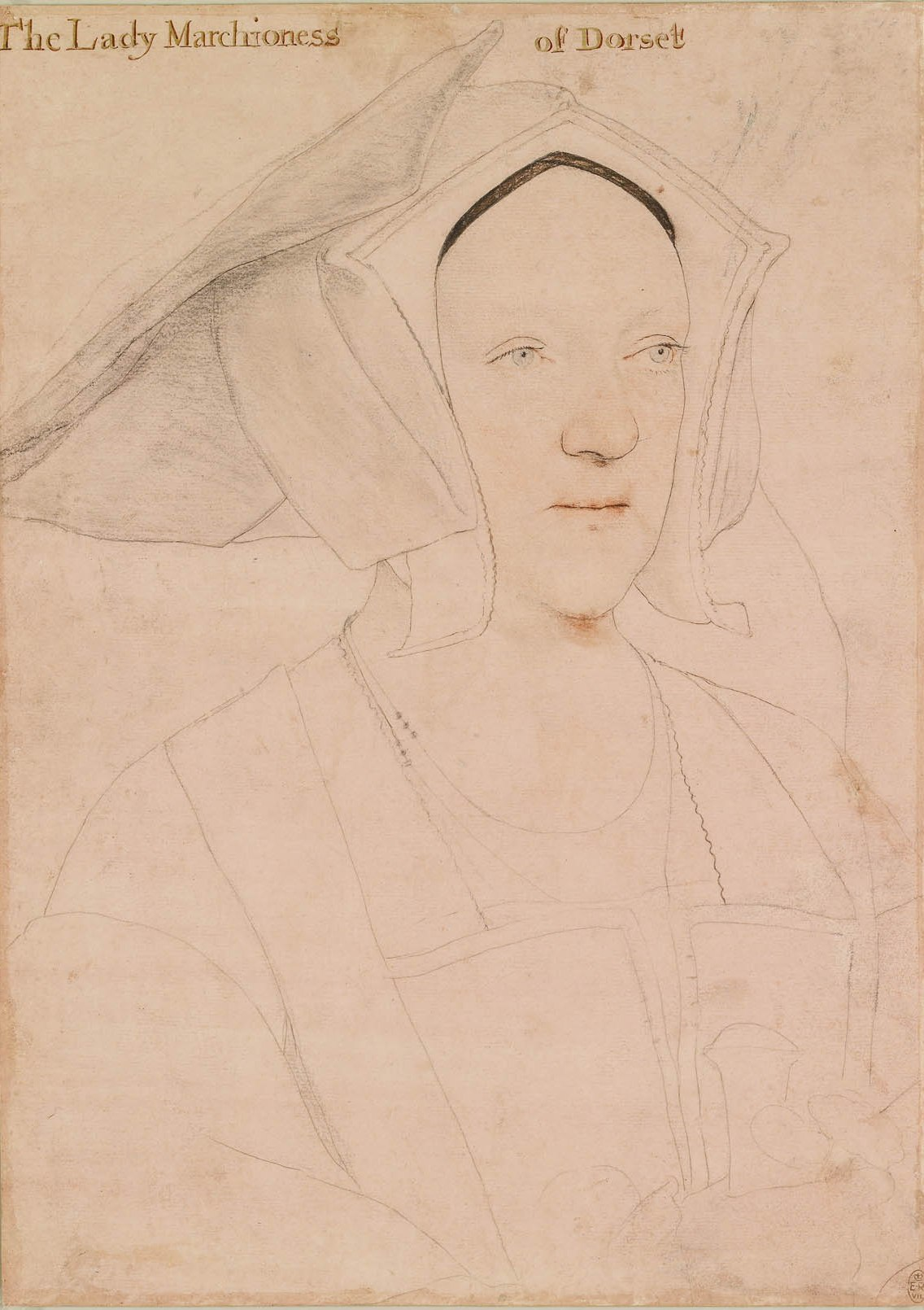
Retrato original de Hans Holbein, o Jovem desenhado entre 1532 e 1535; faz parte da Royal Collection em exibição no Castelo de Windsor.

Em outubro de 1530, o marquês faleceu, e sua esposa recebeu a custódia de todas as propriedades dele durante a menoridade do filho mais velho, Henrique.
No primeiro dia de junho de 1533, Margarida acompanhou a procissão da coroação da nova rainha, Ana Bolena, segunda esposa de Henrique VIII, que saiu da Torre de Londres até chegar na Abadia de Westminster. Ainda naquele ano, a marquesa viúva atuou como madrinha da princesa Isabel no seu batizado, que aconteceu no dia 10 de setembro, no Palácio de Placentia, em Greenwich; ela foi responsável por carregar o sal.
Foi Margarida quem informou ao embaixador Eustace Chapuys que o rei, casado com Ana Bolena na época, estava interessado em Joana Seymour e lhe esbanjava com presentes.
Quando o príncipe Eduardo nasceu (o futuro Eduardo VI), em 1537, a marquesa viúva de Dorset, que estava praticamente em quarentena em Croydon, em Surrey, a 18.3 km no sul de Londres, devido a um surto da praga ali, se apressou em enviar as suas felicitações ao rei Henrique VIII, após ter ouvido ouvido "a notícia mais alegre e boas novas que chegaram à Inglaterra em tantos anos". Para tal, ela acrescentou, devotamente: "Nós, todos os pobres súditos de Vossa Graça, estamos compelidos a agradecer o poderoso Deus que O agradou, de Sua grande graça, em lembrar a Vossa Graça com um príncipe." Margarida tinha sido nomeada para carregar o príncipe em seu batismo, mas, tinha sido obrigada a enviar as suas desculpas devido à doença na vizinhança de Croydon, e foi substituída por Gertrudes Blount, Marquesa de Exeter, a segunda esposa de Henrique Courtenay, 1.º Marquês de Exeter, que foi executado em razão da Conspiração de Exeter, em 1538.

### Disputa com o filho

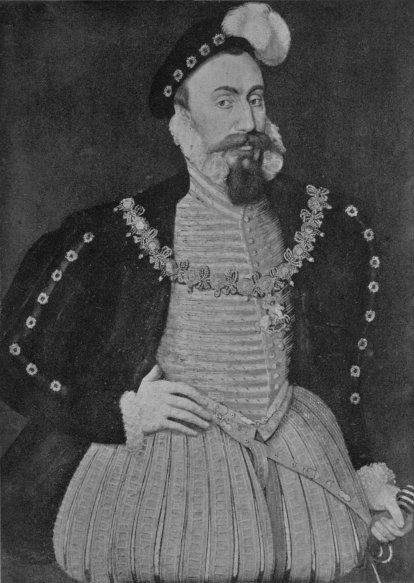
Henrique Grey pintado por Johannes Corvus.

Assim como sua sogra no passado, Cecília Bonville, 7.ª Baronesa Harington que esteve envolvida em uma briga pública com o filho, o marido de Margarida, que precisou da intervenção do rei, Henrique VII, Margarida também se viu em uma situação difícil em relação a herança deixada pelo marido falecido, de maneira que garantisse o sustento dos filhos e o dote das filhas.
O primeiro conflito entre mãe e filho começou quando Henrique foi forçado a pagar uma multa de £4000 por quebra de contrato após ter desistido do noivado com Catarina FitzAlan, filha do conde de Arundel. Como resultado desse fardo financeiro enorme e inesperado, Margarida, que possuía a guarda de todas as propriedades do marido enquanto o filho fosse menor de idade, temia que ela "não seria capaz de casar as minhas filhas, e nem continuar a sustentar a minha pobre casa." Ela insistia que a herança do marido era "pequena" em comparação as dívidas dele, e o custo de sustentar a si mesma e os filhos. Devido a isso, Margarida tentou restringir o dinheiro que ele recebia de pensão durante a sua menoridade, o que levou a consternações por parte da sociedade, que taxaram as suas ações de "pouco maternas", além de um comportamento inapropriado para com um nobre que era parente próximo do rei.
Margarida, assim, apenas concordou com o casamento do primogênito com Francisca Brandon, sobrinha do rei e filha de Maria Tudor pelo seu segundo casamento, sob a condição de que o pai da jovem, Carlos Brandon, 1.º Duque de Suffolk, sustentaria o casal até que Henrique atingisse a maioridade.
Em 1534, ela sentiu-se forçada a responder às acusações de que era uma "mãe desnaturada". Portanto, ela ofereceu contribuir ao avanço do filho "por mais que o meu poder seja e será pequeno".
Vários anos mais tarde quando Henrique já era maior de idade, Henrique levou a disputa com a mãe até o Conselho do Rei, onde, a marquesa viúva admitiu, tardiamente, que a pensão do filho não era "o suficiente para manter a sua condição de vida", e ofereceu aumentá-la. Henrique não ficou feliz, e por isso, ela deixou a sede da família Grey em Bradgate House; contudo, Henrique não permitia que ela levasse consigo os seus bens pessoais, então, ela enviou uma carta para Thomas Cromwell, implorando a ele que ordenasse ao filho dela que liberasse os seus bens.
Margarida faleceu entre 1535 e 1541, e foi enterrada no cemitério da Igreja de Santa Maria, na vila de Astley, no condado de Warwickshire.

## Descendência
Do primeiro casamento:
- Jorge Medley (c. 1507 – 21 de maio de 1562), escudeiro. Foi marido de Maria Dennet, provavelmente a mesma Maria Dennet que participou da corte da princesa Maria Tudor, e que recebia um salário de £10 por ano em 1526. Ele teve quatro filhos;[2]

Do segundo casamento:
- Eduardo Grey (n. c. 1508);
- Maria Grey (n. c. 1508), esposa de Valter Devereux;
- Isabel Grey (1510 – 1564), foi primeiro casada com Tomás Audley, 1.º Barão Audley de Walden, com quem teve duas filhas: Margarida Audley, Duquesa de Norfolk e Maria. Depois foi esposa de Jorge Norton, com quem teve um filho, Samuel;
- Catarina Grey (c. 1516 – 1 de maio de 1542), foi casada com Henrique Fitzalan, 12.º Conde de Arundel como sua primeira esposa, com quem teve três filhos;
- Henrique Grey, 1.º Duque de Suffolk (17 de janeiro de 1517 – 23 de fevereiro de 1554), sucessor do pai. Foi casado com Francisca Brandon, com quem teve três filhas: Joana, Catarina e Maria;
- Ana Grey (c. 1519 – c. janeiro de 1548), foi esposa de Henrique Willoughby, morto durante a Rebelião de Kett, com quem teve três filhos;
- Leonardo Grey (c. 1520 – 1521);
- Tomás Grey (c. 1526 - 27 de abril de 1555), assim como o irmão Henrique, foi executado em 1554 por ter participado da Rebelião de Wyatt;
- João Grey de Pirgo (c. 1527 – 19 de novembro de 1564), marido de Maria Browne, com quem teve cinco filhos.